# Denis Núñez Rodríguez
Denis Núñez Rodríguez (Matanzas, Cuba, 2 de marzo de 1967) es un pintor cubano, especializado en área del retrato y el desnudo artístico, obras caracterizadas por la fusión del conceptualismo, el intimismo y el surrealismo pictórico.

## Estudios
Es hijo de Maxima Georgina Rodríguez una costurera y Cándido Núñez un militar. Bajo la tutela y apoyo de su madre ingresó en 1982 a la escuela provincial de arte de Matanzas. Luego en 1986 se vincula a la Escuela Nacional de Arte (Cuba), donde se graduó con honores como pintor dibujante y profesor de pintura y dibujo.

## Trayectoria artística
Núñez ha alternado su profesión de creador plástico con la de docente de artes. Destaca su paso en Matanzas como docente durante la década de los noventa en el Instituto Superior Pedagógico y en la Escuela Provincial de Arte, donde trabajo durante ocho años como profesor de pintura.   
Fue miembro de la “Brigada Artística 20 Aniversario”, en la ciudad de Matanzas y actualmente es integrante activo de la Asociación de Escritores y Artistas de Cuba.
Expone regularmente sus obras a través de organismos culturales como Organización Mundial de Artistas Integrados, Arte sin fronteras por la paz, Asociación Cultural Aires de Córdoba, entre otras obteniendo reconocimiento por su trabajo pictórico. 

## Obra
La obra de Denis Núñez Rodríguez ha ido decantándose a través del tiempo del hiperrealismo inicial, su obra está marcada en el presente, por un manifiesto surrealismo. El tema fundamental es la fémina, en el área del retrato y el desnudo, representando mensajes implícitos de protesta contra el sistema social que vive, sin que sus cuadros pierdan la esencia artística. Los retratos del artista se caracterizan por elementos psicológicos y distintivos, al reflejar en los personajes un estado de intimismo, soledad y cautiverio. Además, es recurrente encontrar elementos del bodegón y el paisaje en estados imposibles para la lógica, los personajes son alterados en sus características físicas al integrar piezas de la naturaleza como ramas secas, raíces y otros elementos e incluir animales para reemplazar partes de la fisionomía de la mujer.
Sus pinturas han sido objeto de portadas, motivos para entrevistas, comentarios en libros, revistas y otras publicaciones impresas como "Sarabanda no perdona", "Revista Mexicana de Orientación Educativa",  "Bluecanvas",  "Timoteo",  "El sol en pedazos", La "Maldición de Otelo", "Del Otra Lado", "Gafas del cuerpo sexo genero e identidad", "Eva contra Eva", El rojo en la pluma del loro", "Libro de las perdidas", "Mujer adentro, cuentos entre rejas", "Nosotras dos"  y otras.

## Exposiciones
Viene realizando exposiciones individuales y colectivas a nivel nacional e internacional, en países como Cuba, Estados Unidos, Dinamarca, Panamá, Colombia, México, Portugal, España.  Destaca:
- 1987 – “Escultura Ambiental”, Evento, Cárdenas – Matanzas - Cuba.

- 1991 – “Exposición de Plástica surrealista”, Biblioteca pública Genery del Monte, Matanzas - Cuba.

- 1992 – “Fuera de Moda”, Galería Arte CAC, Matanzas - Cuba.

- 1993 – “Salón pintura figurativa”, la Ciudad de Matanzas, - Cuba.

- 1994 – “Salón Arte Plásticas”, Muestra de profesores, Centro de Arte de Matanzas, - Cuba.

- 1995 – “II Salón de Profesores y Alumnos”, Muestra interactiva, Escuela de Arte vocacional, Matanzas, - Cuba.

- 1995 – “Pintores cubanos”, Expo-Colectiva, Copenhague. Dinamarca.

- 1997 – “Exposición O&Y”, Gallería América, New York, - USA.

- 1998 – “Muestra colectiva arte surrealista”, Galería Aninimous, Panamá.

- 1998 – “Colectiva internacional Euro”, Gallería América, New York, - USA.

- 1998 – “Personal O&Y Gallery”, Coral Gables, Florida - USA.

- 1999 – “Colectivo O&Y”, Gallery, Coral Gables - USA.

- 1999 – “Feria internacional MAC-21”, Málaga - España.

- 2000 – “Salón arte erótico cubano”, Galería La Acacia - Cuba.

- 2003 – “Salón Premiados”, Hotel Internacional Varadero - Cuba.

- 2009 – “Subasta internacional de arte”, La casona, Neiva Huila - Colombia.

- 2010 – “Colectiva de arte cubano”, CIDI Arte Galería - Portugal.

- 2012 – “Cinco continentes”, Colectiva de pintura, Universidad Cooperativa de Colombia- UCC-, Neiva Colombia.

- 2014 – “Mundos Paralelos”, Casa de la cultura de la Universidad Autónoma de Sinaloa, Culiacán – México.

- 2017 – “Primer “Festival internacional arte sin fronteras por la paz de Colombia”, MACH, Neiva - Colombia.[31][32]

- 2018 - “A dos Manos”, Exposición de dibujos – Alamar, La Habana - Cuba.

- 2018 - “VII Festival internacional Pintura Laboyos”, Pitalito - Colombia.

- 2018 - “Maestros 10 X 10 MACH”, Neiva, Museo Arte Contemporáneo Huila - Colombia.[33]

- 2018 - “Costumbres, Identidad & Paz”, USCO, Universidad Surcolombiana, Neiva - Colombia.

- 2019 - “Birding Art”, Exposición internacional, Universidad Surcolombiana, USCO, Neiva - Colombia.

## Logros
La actividad artística de Núñez Rodríguez ha sido prolífica, destacando originalidad, estilo propio y técnica depurada en su pintura, lo que le ha valido reconocimiento dentro y fuera de la isla cubana.
- 1989 – “Mención de Honor”, XI Salón de arte regional (El Arma de la revolución cubana es el Arte), Matanzas - Cuba.

- 2000 – “Mención de Honor”, Salón arte erótico cubano, organizado por La Acacia Galería de Arte, La Habana - Cuba.

- 2001 – “Mención”, entregada en el Salón de Arte Erótico, La Habana - Cuba.

- 2003 – “Primer Premio”, Salón Nacional de pintura contemporánea U.N.E.A.C., Hotel Internacional de Varadero, acto cultural organizado por galería La Acacia, La Habana - Cuba.

- 2009 – Reconocimiento “Calidad y trayectoria artística”, La casona, Neiva Colombia.[40]

- 2017 – “Mención de Honor”, Festival Internacional de arte sin frontera por la paz de Colombia, Festividad realizada en el Museo de Arte Contemporáneo, Neiva - Colombia.[41]

- 2018 – “Reconocimiento calidad artística y trayectoria”, Maestros 10X10, MACH, Neiva - Colombia.[42]

- 2019 – “Reconocimiento, VIII Festival Pintura ciudad Laboyos, centro cultural Héctor Polania, Pitalito - Colombia.[43]
- 2019 – “Homenaje”, 2 Festival de arte internacional por la Paz en Colombia, Pitalto, Huila - Colombia.[44]

El artista actualmente se encuentra radicado en La Habana, lugar donde se desempeña como pintor independiente. Ha viajado fuera de Cuba en varias oportunidades como invitado a presentar sus obras en exposiciones colectivas e individuales y se mantiene activo dentro de la isla en diversas actividades de tipo cultural y artístico.